# Phymorhynchus
Phymorhynchus is een geslacht van weekdieren uit de klasse van de Gastropoda (slakken).

## Soorten
- Phymorhynchus alberti (Dautzenberg & Fischer, 1906)
- Phymorhynchus buccinoides Okutani, Fujikura & Sasaki, 1993
- Phymorhynchus carinatus Warén & Bouchet, 2001
- Phymorhynchus castaneus (Dall, 1896)
- Phymorhynchus chevreuxi (Dautzenberg & Fischer, 1897)
- Phymorhynchus cingulatus (Dall, 1890)
- Phymorhynchus cingulatus Warén & Bouchet, 2009
- Phymorhynchus clarinda (Dall, 1908)
- Phymorhynchus coseli Warén & Bouchet, 2009
- Phymorhynchus hyfifluxi L. Beck, 1996
- Phymorhynchus major Warén & Bouchet, 2001
- Phymorhynchus moskalevi Sysoev & Kantor, 1995
- Phymorhynchus ovatus Warén & Bouchet, 2001
- Phymorhynchus speciosus Olsson, 1971
- Phymorhynchus starmeri Okutani & Ohta, 1993
- Phymorhynchus sulciferus (Bush, 1893)
- Phymorhynchus turris Okutani & Iwasaki, 2003
- Phymorhynchus wareni Sysoev & Kantor, 1995